# قاعدة الإصلاح المركزية (اليمن)
قاعدة الإصلاح المركزية هي وحدة عسكرية في الجيش اليمني أنشئت عام 1989، تختص بأعمال الإنتاج الحربي والصيانة والإصلاح للمعدات العسكرية التابعة للجيش.

## نبذة
تم تشكيل إدارة الإنتاج الحربي عام 1985 كشعبة في سلاح الصيانة لتأسيس نواة التصنيع الحربي والصيانة والإصلاح في الجيش اليمني.
تم افتتاح قاعدة الإصلاح المركزية عام 1989 كوحدة عسكرية تتبع التأمين الفني للجيش اليمني وتختص بأعمال الصيانة الكاملة لمعدات والآليات المجنزرة والمدولبة ومختلف أنواع الأسلحة لدى قوات الجيش، وتعمل قاعدة الإصلاح على إنتاج الأجهزة وقطع الغيار لمعدات الجيش، وفي العام نفسه تم ضم  إدارة الإنتاج الحربي وجميع الدوائر المختصة بصيانة والإصلاح والتصنيع لقاعدة الإصلاح المركزية.